# 8 Têtes dans un sac
Pour plus de détails, voir Fiche technique et Distribution.
8 Têtes dans un sac est un film américain réalisé par Tom Schulman, sorti en 1997.
Le film suit Tommy Spinelli qui est homme de main de la mafia depuis plus de trente ans. Il doit livrer à ses employeurs huit têtes de malfrats fraîchement coupées comme preuve qu’ils ont bien été tués. Il s’acquitte de sa mission et s’apprête à prendre l’avion, direction le Mexique. Faisant escale à San Diego, il échange par inadvertance son sac contenant les têtes avec celui de Charlie, un étudiant en médecine qui se rend à San Diego pour rencontrer les parents de sa petite amie Laurie. Une fois sur place, Charlie découvre avec horreur le contenu du sac et cherche désespérément à le cacher. Tommy, quant à lui, n’a que vingt-quatre heures pour retrouver la trace de Charlie et livrer la marchandise avant que ses employeurs commencent à devenir nerveux et à vouloir sa propre tête.

## Synopsis
Tommy Spinelli (Joe Pesci) est un homme de main engagé par Benny et Rico, un tandem de tueurs peu futés pour apporter un sac de sport rempli de têtes coupées à travers les États-Unis à un parrain de la mafia (afin de prouver qu'il sont bien mort). Lors d’un vol commercial, son sac est accidentellement échangé avec celui de Charlie Pritchett (Andy Comeau), un jeune touriste américain avenant qui va au Mexique voir sa petite amie Laurie (Kristy Swanson) et les parents (George Hamilton et Dyan Cannon) de cette dernière.
Le film est d’abord centré autour de Spinelli qui torture les amis de Charlie, Ernie (David Spade) et Steve (Todd Louiso) pour apprendre où Charlie est parti en vacances, alors que Charlie et Laurie essaient de se débarrasser de leur bagage gênant. 
Après que Charlie ait rencontré Laurie et ses parents à l’aéroport avec le mauvais sac, ils vont dans leur chambre d’hôtel à Acapulco au Mexique.
Bientôt, Annette, la mère de Laurie, s’imagine que Charlie pourrait être un tueur en série en fuite après qu’elle a vu une tête dans son sac alors qu’elle y cachait un cadeau qu’elle lui destinait. Son mari croit que son c’est une hallucination causée par son alcoolisme.
Tout d’abord, Charlie et Laurie essaient d’enterrer les têtes dans le désert, mais un groupe de voyous vole leur voiture. Puis Charlie a une idée selon laquelle il rendrait les têtes à l’insu de tout le monde en faisant croire qu’il aurait oublié de rendre son mémoire à l’université. Ainsi, tout le monde se met en route pour l’aéroport.
À l’aéroport, Charlie met par erreur une tête dans le bagage à main de Dick, ce qui cause l’arrestation de ce dernier. Ils ne quittent pas Acapulco, car ils doivent trouver un plan pour sauver Dick.
Au même moment, Tommy, Ernie, et Steve commencent à chercher des têtes de remplacement après que Charlie a dit à Tommy qu’il en a perdu une. Ils commencent par chercher dans un laboratoire de cryogénisation qui conserve des corps et des têtes tranchées avec la bénédiction de Tommy. C’est Steve, qui ne supporte pas la vue du sang, qui doit couper les têtes… Après avoir obtenu les têtes de remplacement, Tommy et les autres rallient le Mexique par avion. Tommy menace Charlie qui s’il perdait d’autres têtes, il les remplacerait par celles des amis et de la famille de Charlie. Après avoir été mis au courant de l’incident de l’aéroport, Benny et Rico décident de collecter les têtes eux-mêmes.
Alors que Fern, la mère de Dick, arrive au Mexique, Tommy la prend, avec les autres, en otage pendant qu’il aide Charlie à trouver plus de têtes. Ils découvrent qu’un coyote a pris une des têtes dans la voiture volée. Tommy se rend également compte que Benny et Rico vont le tuer s’il ne fait pas passer la frontière aux têtes à temps. Charlie a l’idée d’un plan que va sauver leur vie à tous les deux.
Le film se termine alors que Charlie et Laurie portent une tête coupée à l’aéroport pour prouver l’innocence du père de Laurie. Benny et Rico essaient d’intervenir, mais finissent par se faire arrêter. En fait, ils se sont fait piéger par Tommy et Charlie. Cet événement crée une diversion qui permet à Tommy de passer avec les têtes. Charlie le remercie pour son aide alors que Tommy est en partance pour Hawaï. Steve, déstabilisé mentalement, commence à courir de partout à l’aéroport en disant à la sécurité qu’une tête coupée est sa « meilleure amie ».
Charlie et Laurie se marient en présence du père et de la mère de cette dernière, Steve est dans une camisole de force, Ernie est un neurochirurgien, Fern a été remontée du ravin où elle avait été jetée par Tommy qui était exaspéré par son acrimonie, et Tommy profite de sa retraite au soleil.

## Fiche technique
- Titre français : 8 têtes dans un sac
- Titre original : 8 Heads in a Duffel Bag
- Réalisation : Tom Schulman
- Scénario : Tom Schulman
- Photographie : Adam Holender
- Montage : David Holden
- Musique : Andrew Gross
- Producteurs : John Bertolli, Brad Krevoy, Steven Stabler
- Société de production : Orion Pictures Corporation, Rank Organisation
- Pays de production :  États-Unis
- Langue : Anglais
- Format : Couleur - Dolby Digital - DTS - 35 mm - 1.85:1
- Genre : Comédie noire
- Durée : 91 minutes
- Date de sortie :
  - États-Unis : 18 avril 1997
  - France : 31 décembre 1997

## Distribution
- Joe Pesci  (VF : Roger Crouzet et VQ Marc Bellier)  : Tommy
- Andy Comeau  (VF : Bernard Gabay et VQ Gilbert Lachance)  : Charlie
- Kristy Swanson  (VF : Virginie Ledieu et VQ Marie-Andrée Corneille)  : Laurie
- Dyan Cannon  (VF : Danielle Volle et VQ Diane Arcand)  : Annette
- George Hamilton  (VQ : Hubert Gagnon)  : Dick
- David Spade (VF : Thierry Ragueneau et VQ : François Sasseville) : Ernie
- Todd Louiso  (VF : Daniel Lafourcade et VQ : Daniel Lesourd)  : Steve
- Ernestine Mercer  (VF : Paule Emanuele)  : Fern
- Frank Roman : Paco